# Équipe du Chili féminine de basket-ball
Cet article traite de l'équipe féminine. Pour l'équipe masculine, voir Équipe du Chili masculine de basket-ball.
Maillots
L’équipe du Chili de basket-ball féminin est la sélection des meilleures joueuses chiliiennes de basket-ball. L'équipe a connu des performances remarquables tout au long de son histoire, en particulier dans le Championnat d'Amérique du Sud. Son succès remonte aux années 1940, lorsqu'elle a commencé à s'établir comme l'une des forces dominantes de la région. Lors du Championnat d'Amérique du Sud de 1946, elle a remporté son premier titre, ce qui a marqué le début d'une ère de succès qui s'est prolongée jusqu'aux années 1960.
Au cours de cette période dorée, le Chili a remporté un total de quatre titres sud-américains (1946, 1950, 1956 et 1960). Ces triomphes ont positionné l'équipe chilienne comme l'une des plus fortes de la FIBA Americas, rivalisant à armes égales avec des puissances telles que le Brésil et l'Argentine. De plus, elle a obtenu plusieurs deuxièmes et troisièmes places, démontrant sa régularité au niveau régional élevé.
Cependant, à partir des années 1970, les performances de l'équipe ont commencé à décliner. Bien qu'elle ait continué à participer à des compétitions internationales, l'équipe n'a pas réussi à maintenir le même niveau de succès qu'elle avait atteint au cours des décennies précédentes. Les changements dans le développement du sport dans la région et la montée en puissance d'autres équipes sud-américaines ont affecté leur domination.
Au cours des dernières décennies, l'équipe a réalisé des performances exceptionnelles, bien que pas au niveau de son âge d'or. Elle a réussi à se classer troisième dans plusieurs éditions du Championnat sud-américain, notamment en 1993, 1995 et 2001. De plus, elle a participé à des tournois tels que la FIBA AmeriCup, sans toutefois atteindre le podium.

## Résultats

### Palmarès
| Compétitions mondiales                                         | Compétitions continentales |
| -------------------------------------------------------------- | --- |
| - Jeux olympiques - Néant - Coupe du monde - Finaliste en 1953 | - Coupe des Amériques - Néant - Championnat d'Amérique du Sud (4) - Vainqueur en 1946, 1950, 1956 et 1960 - Finaliste en 1948, 1954, 1962, 1967 et 1968 - Troisième en 1952, 1993, 1995, 2001, 2003, 2008 et 2013 - Jeux panaméricains - Finaliste en 1955 - Troisième en 1959 et 1963 |

### Parcours en compétitions internationales

#### Jeux olympiques
| Année | Position      |      | Année         | Position |               | Année | Position |
| 1976  | Non qualifiée | 1996 | Non qualifiée | 2016     | Non qualifiée |       |          |
| 1980  | Non qualifiée | 2000 | Non qualifiée | 2020     | Non qualifiée |       |          |
| 1984  | Non qualifiée | 2004 | Non qualifiée | 2024     | Non qualifiée |       |          |
| 1988  | Non qualifiée | 2008 | Non qualifiée | 2028     | -             |       |          |
| 1992  | Non qualifiée | 2012 | Non qualifiée | 2032     | -             |       |          |

#### Coupe du monde
| Année | Position      |      | Année         | Position |               | Année | Position |
| 1953  | Finaliste     | 1979 | Non qualifiée | 2006     | Non qualifiée |       |          |
| 1957  | 7e            | 1983 | Non qualifiée | 2010     | Non qualifiée |       |          |
| 1959  | Non qualifiée | 1986 | Non qualifiée | 2014     | Non qualifiée |       |          |
| 1964  | 11e           | 1990 | Non qualifiée | 2018     | Non qualifiée |       |          |
| 1967  | Non qualifiée | 1994 | Non qualifiée | 2022     | Non qualifiée |       |          |
| 1971  | Non qualifiée | 1998 | Non qualifiée | 2026     | -             |       |          |
| 1975  | Non qualifiée | 2002 | Non qualifiée | 2030     | -             |       |          |

#### Coupe des Amériques
| Année | Position      |      | Année         | Position     |               | Année | Position |
| 1989  | Non qualifiée | 2005 | Non qualifiée | 2019         | Non qualifiée |       |          |
| 1993  | 8e            | 2007 | 6e            | 2021         | Non qualifiée |       |          |
| 1995  | 5e            | 2009 | 6e            | 2023         | Non qualifiée |       |          |
| 1997  | Non qualifiée | 2011 | 10e           | 2025         | 9e            |       |          |
| 1999  | Non qualifiée | 2013 | 6e            | Pays inconnu | -             |       |          |
| 2001  | 5e            | 2015 | 7e            | Pays inconnu | -             |       |          |
| 2003  | 6e            | 2017 | Non qualifiée | Pays inconnu | -             |       |          |

#### Jeux panaméricains
| Année | Position      |      | Année         | Position |               | Année | Position |
| 1955  | Finaliste     | 1979 | Non qualifiée | 2007     | Non qualifiée |       |          |
| 1959  | Troisième     | 1983 | Non qualifiée | 2011     | Non qualifiée |       |          |
| 1963  | Troisième     | 1987 | Non qualifiée | 2015     | Non qualifiée |       |          |
| 1967  | Non qualifiée | 1991 | Non qualifiée | 2019     | Non qualifiée |       |          |
| 1971  | Non qualifiée | 1999 | Non qualifiée | 2023     | 6e            |       |          |
| 1975  | Non qualifiée | 2003 | Non qualifiée | 2027     | -             |       |          |